# Lista siturilor arheologice din județul Călărași - C
Lista siturilor arheologice din județul Călărași - C conține toate siturile arheologice din județul Călărași înscrise în Repertoriul Arheologic Național (RAN) și aflate în localități al căror nume începe cu litera C. RAN este administrat de Ministerul Culturii și Patrimoniului Național și cuprinde date științifice, cartografice, topografice, imagini și planuri, precum și orice alte informații privitoare la zonele cu potențial arheologic, studiate sau nu, încă existente sau dispărute.
Puteți căuta un sit din localitățile care încep cu litera C folosind formularul de mai jos sau puteți naviga prin toate siturile din județ la Lista siturilor arheologice din județul Călărași.
| Cod RAN                                   | Denumire | Localitate                          | Adresă                              | Datare                                             | Descoperit      | Coordonate                                    | Imagine           | Erori            |
| ----------------------------------------- | --- | ----------------------------------- | ----------------------------------- | -------------------------------------------------- | --------------- | --------------------------------------------- | ----------------- | ---------------- |
| 92578.01.01 (Cod LMI: CL-I-m-B-14527.01)  | Situl arheologic de la Călărași - "Grădiștea Călărași" / ansamblu anonim (Categorie: locuire civilă) (Tip: Așezare)                                 | municipiul Călărași                 | Grădiștea Călărași                  | geto-dacică sec. IV - I a.Chr.                     |                 |                                               | Încărcați imagine | Raportați eroare |
| 92578.01.02 (Cod LMI: CL-I-m-B-14527.02)  | Situl arheologic de la Călărași - "Grădiștea Călărași" / ansamblu anonim (Categorie: locuire civilă) (Tip: Necropolă)                               | municipiul Călărași                 | Grădiștea Călărași                  | geto-dacică sec. IV - I a. Chr.                    |                 |                                               | Încărcați imagine | Raportați eroare |
| 101733.01.01 (Cod LMI: CL-I-m-B-14530.03) | Situl arheologic de la Căscioarele - "Șuvița Hotarului" / ansamblu anonim (Categorie: locuire civilă) (Tip: Așezare)                                | sat Căscioarele, comuna Căscioarele | Șuvița Hotarului                    | geto-dacică sec. IV - I a. Chr.                    |                 | 44°06′53″N 26°30′00″E / 44.11472°N 26.5°E     | Încărcați imagine | Raportați eroare |
| 101733.01.02 (Cod LMI: CL-I-m-B-14530.02) | Situl arheologic de la Căscioarele - "Șuvița Hotarului" / ansamblu anonim (Categorie: locuire civilă) (Tip: Așezare)                                | sat Căscioarele, comuna Căscioarele | Șuvița Hotarului                    | Ciurel/Cândești-Ipotești sec. VI - VII             |                 | 44°06′53″N 26°30′00″E / 44.11472°N 26.5°E     | Încărcați imagine | Raportați eroare |
| 101733.01.03 (Cod LMI: CL-I-m-B-14530.01) | Situl arheologic de la Căscioarele - "Șuvița Hotarului" / ansamblu anonim (Categorie: locuire civilă) (Tip: Așezare)                                | sat Căscioarele, comuna Căscioarele | Șuvița Hotarului                    | Dridu sec. IX - X                                  |                 | 44°06′53″N 26°30′00″E / 44.11472°N 26.5°E     | Încărcați imagine | Raportați eroare |
| 101733.02.01 (Cod LMI: CL-I-s-B-14531)    | Situl arheologic de la Căscioarele - "Ostrovel" / ansamblu anonim (Categorie: locuire civilă) (Tip: Așezare)                                        | sat Căscioarele, comuna Căscioarele | Ostrovel                            | getică - Spanțov sec. II-I a.Chr.                  | 1924            | 44°07′27″N 26°28′49″E / 44.12422°N 26.48017°E | Încărcați imagine | Raportați eroare |
| 101733.02.02 (Cod LMI: CL-I-s-B-14531)    | Situl arheologic de la Căscioarele - "Ostrovel" / ansamblu anonim (Categorie: locuire civilă) (Tip: așezare)                                        | sat Căscioarele, comuna Căscioarele | Ostrovel                            | Boian                                              | 1924            | 44°07′27″N 26°28′49″E / 44.12422°N 26.48017°E | Încărcați imagine | Raportați eroare |
| 101733.02.03 (Cod LMI: CL-I-s-B-14531)    | Situl arheologic de la Căscioarele - "Ostrovel" / ansamblu anonim (Categorie: locuire civilă) (Tip: așezare)                                        | sat Căscioarele, comuna Căscioarele | Ostrovel                            | Gumelnița                                          | 1924            | 44°07′27″N 26°28′49″E / 44.12422°N 26.48017°E | Încărcați imagine | Raportați eroare |
| 101733.02.04 (Cod LMI: CL-I-s-B-14531)    | Situl arheologic de la Căscioarele - "Ostrovel" / ansamblu anonim (Categorie: locuire civilă) (Tip: așezare)                                        | sat Căscioarele, comuna Căscioarele | Ostrovel                            | Cernavodă I                                        | 1924            | 44°07′27″N 26°28′49″E / 44.12422°N 26.48017°E | Încărcați imagine | Raportați eroare |
| 101733.02.05 (Cod LMI: CL-I-s-B-14531)    | Situl arheologic de la Căscioarele - "Ostrovel" / ansamblu anonim (Categorie: locuire civilă) (Tip: Amenajare rituală)                              | sat Căscioarele, comuna Căscioarele | Ostrovel                            |                                                    | 1924            | 44°07′27″N 26°28′49″E / 44.12422°N 26.48017°E | Încărcați imagine | Raportați eroare |
| 101733.02.06 (Cod LMI: CL-I-s-B-14531)    | Situl arheologic de la Căscioarele - "Ostrovel" / ansamblu anonim (Categorie: locuire civilă) (Tip: Amenajare rituală)                              | sat Căscioarele, comuna Căscioarele | Ostrovel                            |                                                    | 1924            | 44°07′27″N 26°28′49″E / 44.12422°N 26.48017°E | Încărcați imagine | Raportați eroare |
| 101733.03.01 (Cod LMI: CL-I-s-B-14532)    | Așezarea Latène de la Căscioarele / ansamblu anonim (Categorie: locuire civilă) (Tip: Așezare)                                                      | sat Căscioarele, comuna Căscioarele |                                     | getică                                             |                 |                                               | Încărcați imagine | Raportați eroare |
| 101733.04.01 (Cod LMI: CL-I-s-B-14533)    | Situl arheologic de la Căscioarele - "D-aia parte" / ansamblu anonim (Categorie: locuire civilă) (Tip: Așezare)                                     | sat Căscioarele, comuna Căscioarele | com. Căscioarele, punct D-aia parte | Dudești                                            | 1925            | 44°07′52″N 26°28′22″E / 44.13111°N 26.47278°E | Încărcați imagine | Raportați eroare |
| 101733.04.02 (Cod LMI: CL-I-s-B-14533)    | Situl arheologic de la Căscioarele - "D-aia parte" / ansamblu anonim (Categorie: locuire civilă) (Tip: Așezare)                                     | sat Căscioarele, comuna Căscioarele | com. Căscioarele, punct D-aia parte | Boian - Vidra, Spanțov                             | 1925            | 44°07′52″N 26°28′22″E / 44.13111°N 26.47278°E | Încărcați imagine | Raportați eroare |
| 101733.04.03 (Cod LMI: CL-I-s-B-14533)    | Situl arheologic de la Căscioarele - "D-aia parte" / ansamblu anonim (Categorie: locuire civilă) (Tip: Așezare)                                     | sat Căscioarele, comuna Căscioarele | com. Căscioarele, punct D-aia parte | getică sec.IV-III a. Chr.                          | 1925            | 44°07′52″N 26°28′22″E / 44.13111°N 26.47278°E | Încărcați imagine | Raportați eroare |
| 101733.04.03 (Cod LMI: CL-I-s-B-14533)    | Situl arheologic de la Căscioarele - "D-aia parte" / complex anonim (Categorie: locuire civilă) (Tip: zid)                                          | sat Căscioarele, comuna Căscioarele | com. Căscioarele, punct D-aia parte | geto-dacică                                        | 1925            | 44°07′52″N 26°28′22″E / 44.13111°N 26.47278°E | Încărcați imagine | Raportați eroare |
| 101733.04.03 (Cod LMI: CL-I-s-B-14533)    | Situl arheologic de la Căscioarele - "D-aia parte" / complex anonim (Categorie: locuire civilă) (Tip: zid)                                          | sat Căscioarele, comuna Căscioarele | com. Căscioarele, punct D-aia parte | geto-dacică                                        | 1925            | 44°07′52″N 26°28′22″E / 44.13111°N 26.47278°E | Încărcați imagine | Raportați eroare |
| 101733.04.04 (Cod LMI: CL-I-s-B-14533)    | Situl arheologic de la Căscioarele - "D-aia parte" / ansamblu anonim (Categorie: locuire civilă) (Tip: Așezare fortificată)                         | sat Căscioarele, comuna Căscioarele | com. Căscioarele, punct D-aia parte | Tei                                                | 1925            | 44°07′52″N 26°28′22″E / 44.13111°N 26.47278°E | Încărcați imagine | Raportați eroare |
| 101733.04.05 (Cod LMI: CL-I-s-B-14533)    | Situl arheologic de la Căscioarele - "D-aia parte" / ansamblu anonim (Categorie: locuire civilă) (Tip: așezare)                                     | sat Căscioarele, comuna Căscioarele | com. Căscioarele, punct D-aia parte | Gumelnița                                          | 1925            | 44°07′52″N 26°28′22″E / 44.13111°N 26.47278°E | Încărcați imagine | Raportați eroare |
| 105277.01.01 (Cod LMI: CL-I-s-B-14534)    | Situl arheologic de la Cetatea Veche - "La Grădiște" / ansamblu anonim (Categorie: locuire civilă) (Tip: Așezare)                                   | sat Cetatea Veche, comuna Spanțov   | La Grădiște                         | Gumelnița                                          |                 |                                               | Încărcați imagine | Raportați eroare |
| 105277.01.02 (Cod LMI: CL-I-m-B-14534.01) | Situl arheologic de la Cetatea Veche - "La Grădiște" / ansamblu anonim (Categorie: locuire civilă) (Tip: Așezare)                                   | sat Cetatea Veche, comuna Spanțov   | La Grădiște                         | getică                                             |                 |                                               | Încărcați imagine | Raportați eroare |
| 105277.01.03 (Cod LMI: CL-I-s-B-14534)    | Situl arheologic de la Cetatea Veche - "La Grădiște" / ansamblu anonim (Categorie: locuire civilă) (Tip: Așezare)                                   | sat Cetatea Veche, comuna Spanțov   | La Grădiște                         | Dridu                                              |                 |                                               | Încărcați imagine | Raportați eroare |
| 105277.01.04 (Cod LMI: CL-I-m-B-14534.02) | Situl arheologic de la Cetatea Veche - "La Grădiște" / ansamblu anonim (Categorie: locuire civilă) (Tip: Necropolă)                                 | sat Cetatea Veche, comuna Spanțov   | La Grădiște                         | Gumelnița                                          |                 |                                               | Încărcați imagine | Raportați eroare |
| 105277.02.01 (Cod LMI: CL-I-s-B-14535)    | Așezarea Latene de la Cetatea Veche - "Tatina" / ansamblu anonim (Categorie: locuire civilă) (Tip: Așezare)                                         | sat Cetatea Veche, comuna Spanțov   | Tatina                              | geto-dacică sec. III a. Chr.                       |                 |                                               | Încărcați imagine | Raportați eroare |
| 105277.02.02 (Cod LMI: CL-I-s-B-14535)    | Așezarea Latene de la Cetatea Veche - "Tatina" / ansamblu anonim (Categorie: locuire civilă) (Tip: Așezare)                                         | sat Cetatea Veche, comuna Spanțov   | Tatina                              | Gumelnița                                          |                 |                                               | Încărcați imagine | Raportați eroare |
| 105277.02.03 (Cod LMI: CL-I-s-B-14535)    | Așezarea Latene de la Cetatea Veche - "Tatina" / ansamblu anonim (Categorie: locuire civilă) (Tip: Așezare)                                         | sat Cetatea Veche, comuna Spanțov   | Tatina                              | Dridu                                              |                 |                                               | Încărcați imagine | Raportați eroare |
| 101813.01.01 (Cod LMI: CL-I-s-B-14536)    | Situl arheologic de la Chirnogi - "Rudari" / ansamblu anonim (Categorie: locuire civilă) (Tip: Așezare)                                             | sat Chirnogi, comuna Chirnogi       | Rudari                              | geto-dacică sec. III - I a. Chr.                   |                 | 44°06′22″N 26°32′28″E / 44.10611°N 26.54111°E | Încărcați imagine | Raportați eroare |
| 101813.01.02 (Cod LMI: CL-I-s-B-14536)    | Situl arheologic de la Chirnogi - "Rudari" / ansamblu anonim (Categorie: locuire civilă) (Tip: Așezare)                                             | sat Chirnogi, comuna Chirnogi       | Rudari                              | Dridu                                              |                 | 44°06′22″N 26°32′28″E / 44.10611°N 26.54111°E | Încărcați imagine | Raportați eroare |
| 101813.01.03 (Cod LMI: CL-I-s-B-14536)    | Situl arheologic de la Chirnogi - "Rudari" / ansamblu anonim (Categorie: locuire civilă) (Tip: Așezare)                                             | sat Chirnogi, comuna Chirnogi       | Rudari                              | Sântana de Mureș - Cerneahov sec. IV               |                 | 44°06′22″N 26°32′28″E / 44.10611°N 26.54111°E | Încărcați imagine | Raportați eroare |
| 101831.01.01 (Cod LMI: CL-I-s-B-14541)    | Așezarea eneolitică de la Chiselet - "Măgura Fundeanca" / ansamblu anonim (Categorie: locuire civilă) (Tip: Așezare)                                | sat Chiselet, comuna Chiselet       | Măgura Fundeanca                    | Gumelnița                                          |                 |                                               | Încărcați imagine | Raportați eroare |
| 101831.02.01 (Cod LMI: CL-I-m-B-14542.01) | Situl arheologic de la Chiselet - "Sediul CAP" / ansamblu anonim (Categorie: locuire civilă) (Tip: Așezare)                                         | sat Chiselet, comuna Chiselet       | Sediul CAP                          | geto-dacică sec. II - I a. Chr.                    |                 |                                               | Încărcați imagine | Raportați eroare |
| 101831.02.02 (Cod LMI: CL-I-s-B-14542)    | Situl arheologic de la Chiselet - "Sediul CAP" / ansamblu anonim (Categorie: locuire civilă) (Tip: Așezare)                                         | sat Chiselet, comuna Chiselet       | Sediul CAP                          |                                                    |                 |                                               | Încărcați imagine | Raportați eroare |
| 104207.01.01 (Cod LMI: CL-I-s-B-14543)    | Situl arheologic de la Coconi-Piscul Coconi / ansamblu anonim (Categorie: descoperire funerară) (Tip: așezare)                                      | sat Coconi, comuna Mânăstirea       | Piscul Coconi                       | Cernavodă I                                        | 1923            | 44°14′48″N 26°54′28″E / 44.24658°N 26.90789°E | Încărcați imagine | Raportați eroare |
| 104207.01.02 (Cod LMI: CL-I-s-B-14543)    | Situl arheologic de la Coconi-Piscul Coconi / ansamblu anonim (Categorie: descoperire funerară) (Tip: așezare)                                      | sat Coconi, comuna Mânăstirea       | Piscul Coconi                       | Mediaș                                             | 1923            | 44°14′48″N 26°54′28″E / 44.24658°N 26.90789°E | Încărcați imagine | Raportați eroare |
| 104207.01.03 (Cod LMI: CL-I-s-B-14543)    | Situl arheologic de la Coconi-Piscul Coconi / ansamblu anonim (Categorie: descoperire funerară) (Tip: așezare)                                      | sat Coconi, comuna Mânăstirea       | Piscul Coconi                       | geto-dacică                                        | 1923            | 44°14′48″N 26°54′28″E / 44.24658°N 26.90789°E | Încărcați imagine | Raportați eroare |
| 104207.01.04 (Cod LMI: CL-I-s-B-14543)    | Situl arheologic de la Coconi-Piscul Coconi / ansamblu anonim (Categorie: descoperire funerară) (Tip: Cimitir)                                      | sat Coconi, comuna Mânăstirea       | Piscul Coconi                       | sec. XVI                                           | 1923            | 44°14′48″N 26°54′28″E / 44.24658°N 26.90789°E | Încărcați imagine | Raportați eroare |
| 104207.02.01 (Cod LMI: CL-I-s-B-14544)    | Așezarea Latene de la Coconi-Vadul Vacilor / ansamblu anonim (Categorie: locuire civilă) (Tip: Așezare)                                             | sat Coconi, comuna Mânăstirea       | Vadul Vacilor                       | geto-dacică                                        | 1923            |                                               | Încărcați imagine | Raportați eroare |
| 93343.01.01 (Cod LMI: CL-I-s-B-14545)     | Așezarea din epoca bronzului de la Coslogeni - "Popina lui Ilie" / ansamblu anonim (Categorie: locuire civilă) (Tip: Așezare)                       | sat Coslogeni, comuna Dichiseni     | Popina lui Ilie                     | Coslogeni sec. XIII - XI a.Chr.                    |                 |                                               | Încărcați imagine | Raportați eroare |
| 93343.02.01 (Cod LMI: CL-I-m-A-14546.03)  | Situl arheologic de la Coslogeni - Grădiștea Coslogeni / ansamblu anonim (Categorie: locuire) (Tip: Așezare)                                        | sat Coslogeni, comuna Dichiseni     | Grădiștea Coslogeni                 | Hamangia                                           | 1951            | 44°11′00″N 27°29′51″E / 44.18332°N 27.49759°E | Încărcați imagine | Raportați eroare |
| 93343.02.02 (Cod LMI: CL-I-m-A-14546.02)  | Situl arheologic de la Coslogeni - Grădiștea Coslogeni / ansamblu anonim (Categorie: locuire) (Tip: Așezare fortificată)                            | sat Coslogeni, comuna Dichiseni     | Grădiștea Coslogeni                 | Coslogeni sec. XII - XI a.Chr.                     | 1951            | 44°11′00″N 27°29′51″E / 44.18332°N 27.49759°E | Încărcați imagine | Raportați eroare |
| 93343.02.03 (Cod LMI: CL-I-m-A-14546.01)  | Situl arheologic de la Coslogeni - Grădiștea Coslogeni / ansamblu anonim (Categorie: locuire) (Tip: Necropolă de incinerație)                       | sat Coslogeni, comuna Dichiseni     | Grădiștea Coslogeni                 | geto-dacică sec. V - IV a.Chr.                     | 1951            | 44°11′00″N 27°29′51″E / 44.18332°N 27.49759°E | Încărcați imagine | Raportați eroare |
| 93343.02.04 (Cod LMI: CL-I-s-A-14546)     | Situl arheologic de la Coslogeni - Grădiștea Coslogeni / ansamblu anonim (Categorie: locuire) (Tip: Necropolă tumulară)                             | sat Coslogeni, comuna Dichiseni     | Grădiștea Coslogeni                 |                                                    | 1951            | 44°11′00″N 27°29′51″E / 44.18332°N 27.49759°E | Încărcați imagine | Raportați eroare |
| 93343.02.04 (Cod LMI: CL-I-s-A-14546)     | Situl arheologic de la Coslogeni - Grădiștea Coslogeni / complex M. 1/2000 (Categorie: locuire) (Tip: mormânt de inhumație)                         | sat Coslogeni, comuna Dichiseni     | Grădiștea Coslogeni                 |                                                    | 1951            | 44°11′00″N 27°29′51″E / 44.18332°N 27.49759°E | Încărcați imagine | Raportați eroare |
| 103595.01.01 (Cod LMI: CL-I-s-B-14547)    | Așezarea Latene de la Coțofanca / ansamblu anonim (Categorie: locuire civilă) (Tip: Așezare)                                                        | sat Coțofanca, comuna Gurbănești    |                                     | geto-dacică                                        | 1971-1972       | 44°22′03″N 26°42′05″E / 44.3675°N 26.70139°E  | Încărcați imagine | Raportați eroare |
| 103595.01.02 (Cod LMI: CL-I-s-B-14547)    | Așezarea Latene de la Coțofanca / ansamblu anonim (Categorie: locuire civilă) (Tip: Așezare)                                                        | sat Coțofanca, comuna Gurbănești    |                                     | Coslogeni sec. II - I a.Chr.                       | 1971-1972       | 44°22′03″N 26°42′05″E / 44.3675°N 26.70139°E  | Încărcați imagine | Raportați eroare |
| 103595.01.03 (Cod LMI: CL-I-s-B-14547)    | Așezarea Latene de la Coțofanca / ansamblu anonim (Categorie: locuire civilă) (Tip: Așezare)                                                        | sat Coțofanca, comuna Gurbănești    |                                     | Dridu sec. IX - XI                                 | 1971-1972       | 44°22′03″N 26°42′05″E / 44.3675°N 26.70139°E  | Încărcați imagine | Raportați eroare |
| 103595.01.04 (Cod LMI: CL-I-s-B-14547)    | Așezarea Latene de la Coțofanca / ansamblu anonim (Categorie: locuire civilă) (Tip: Așezare)                                                        | sat Coțofanca, comuna Gurbănești    |                                     | Sântana de Mureș - Cerneahov sec. al IV-lea p.Chr. | 1971-1972       | 44°22′03″N 26°42′05″E / 44.3675°N 26.70139°E  | Încărcați imagine | Raportați eroare |
| 93691.01.01 (Cod LMI: CL-I-s-B-14549)     | Situl arheologic de la Cunești - Măgura Cuneștilor / ansamblu anonim (Categorie: locuire civilă) (Tip: Așezare)                                     | sat Cunești, comuna Grădiștea       | Măgura Cuneștilor                   | Gumelnița                                          |                 | 44°13′20″N 27°10′44″E / 44.22213°N 27.17901°E | Încărcați imagine | Raportați eroare |
| 93691.01.02 (Cod LMI: CL-I-s-B-14549)     | Situl arheologic de la Cunești - Măgura Cuneștilor / ansamblu anonim (Categorie: locuire civilă) (Tip: așezare)                                     | sat Cunești, comuna Grădiștea       | Măgura Cuneștilor                   | Coslogeni sf. Mil. II î.Hr.                        |                 | 44°13′20″N 27°10′44″E / 44.22213°N 27.17901°E | Încărcați imagine | Raportați eroare |
| 101494.01.01 (Cod LMI: CL-I-s-B-14548)    | Așezarea Latene de la Crivăț - "Islaz" / ansamblu anonim (Categorie: locuire civilă) (Tip: Așezare)                                                 | sat Crivăț, comuna Crivăț           | Islaz                               | geto-dacică sec. IV - III a. Chr.                  |                 |                                               | Încărcați imagine | Raportați eroare |
| 102428.02.01 (Cod LMI: CL-I-s-B-14576)    | Situl arheologic de la Curcani-"Moară" / ansamblu anonim (Categorie: locuire civilă) (Tip: Așezare)                                                 | sat Curcani, comuna Curcani         | Moară                               | getică                                             | 1970            | 44°11′13″N 26°34′48″E / 44.18694°N 26.58°E    | Încărcați imagine | Raportați eroare |
| 102428.02.02 (Cod LMI: CL-I-s-B-14576)    | Situl arheologic de la Curcani-"Moară" / ansamblu anonim (Categorie: locuire civilă) (Tip: Așezare)                                                 | sat Curcani, comuna Curcani         | Moară                               | Sântana de Mureș - Cerneahov                       | 1970            | 44°11′13″N 26°34′48″E / 44.18694°N 26.58°E    | Încărcați imagine | Raportați eroare |
| 102428.02.03 (Cod LMI: CL-I-s-B-14576)    | Situl arheologic de la Curcani-"Moară" / ansamblu anonim (Categorie: locuire civilă) (Tip: Așezare)                                                 | sat Curcani, comuna Curcani         | Moară                               | Dridu sec. IX - X                                  | 1970            | 44°11′13″N 26°34′48″E / 44.18694°N 26.58°E    | Încărcați imagine | Raportați eroare |
| 102437.03.01 (Cod LMI: CL-I-s-B-14577)    | Situl arheologic de la Sălcioara - "Potcoava" / ansamblu anonim (Categorie: locuire civilă) (Tip: Așezare)                                          | sat Curcani, comuna Curcani         | Potcoava                            | geto-dacică sec. IV - III a. Chr.                  | 1968            | 44°11′29″N 26°35′27″E / 44.19139°N 26.59083°E | Încărcați imagine | Raportați eroare |
| 102437.03.02 (Cod LMI: CL-I-s-B-14577)    | Situl arheologic de la Sălcioara - "Potcoava" / ansamblu anonim (Categorie: locuire civilă) (Tip: Așezare)                                          | sat Curcani, comuna Curcani         | Potcoava                            | Sântana de Mureș - Cerneahov                       | 1968            | 44°11′29″N 26°35′27″E / 44.19139°N 26.59083°E | Încărcați imagine | Raportați eroare |
| 102437.03.03 (Cod LMI: CL-I-s-B-14577)    | Situl arheologic de la Sălcioara - "Potcoava" / ansamblu anonim (Categorie: locuire civilă) (Tip: Așezare)                                          | sat Curcani, comuna Curcani         | Potcoava                            | Dridu                                              | 1968            | 44°11′29″N 26°35′27″E / 44.19139°N 26.59083°E | Încărcați imagine | Raportați eroare |
| 102437.03.03 (Cod LMI: CL-I-s-B-14577)    | Situl arheologic de la Sălcioara - "Potcoava" / complex anonim (Categorie: locuire civilă) (Tip: mormânt de inhumație)                              | sat Curcani, comuna Curcani         | Potcoava                            | pecenegă                                           | 1968            | 44°11′29″N 26°35′27″E / 44.19139°N 26.59083°E | Încărcați imagine | Raportați eroare |
| 104207.03.01                              | Satul medieval fortificat de la Coconi-Căldarea / ansamblu anonim(La șanțuri) (Categorie: locuire civilă) (Tip: așezare fortificată)                | sat Coconi, comuna Mânăstirea       | Căldarea                            | sec. XIV-XV                                        | 1923            | 44°15′30″N 26°53′46″E / 44.25834°N 26.89611°E | Încărcați imagine | Raportați eroare |
| 104207.03.02                              | Satul medieval fortificat de la Coconi-Căldarea / ansamblu anonim(La șanțuri) (Categorie: locuire civilă) (Tip: Cimitir)                            | sat Coconi, comuna Mânăstirea       | Căldarea                            | sec. XIV-XV                                        | 1923            | 44°15′30″N 26°53′46″E / 44.25834°N 26.89611°E | Încărcați imagine | Raportați eroare |
| 102856.01.01                              | Așezarea culturii Coslogeni de la Curătești / ansamblu anonim (Categorie: locuire civilă) (Tip: Așezare)                                            | sat Curătești, comuna Frăsinet      |                                     | Coslogeni                                          | 1974            | 44°16′18″N 26°50′32″E / 44.27172°N 26.84214°E | Încărcați imagine | Raportați eroare |
| 102856.01.02                              | Așezarea culturii Coslogeni de la Curătești / ansamblu anonim (Categorie: locuire civilă) (Tip: Așezare)                                            | sat Curătești, comuna Frăsinet      |                                     | Dridu                                              | 1974            | 44°16′18″N 26°50′32″E / 44.27172°N 26.84214°E | Încărcați imagine | Raportați eroare |
| 102856.02.01                              | Situl arheologic de la Curătești - "Valea Curăteștiului" / ansamblu anonim (Categorie: locuire civilă) (Tip: Așezare)                               | sat Curătești, comuna Frăsinet      | Valea Curăteștiului                 | Sântana de Mureș - Cerneahov                       | 1972            | 44°16′29″N 26°50′18″E / 44.27475°N 26.83822°E | Încărcați imagine | Raportați eroare |
| 102856.02.02                              | Situl arheologic de la Curătești - "Valea Curăteștiului" / ansamblu anonim (Categorie: locuire civilă) (Tip: Așezare)                               | sat Curătești, comuna Frăsinet      | Valea Curăteștiului                 | Dridu sec. IX - X                                  | 1972            | 44°16′29″N 26°50′18″E / 44.27475°N 26.83822°E | Încărcați imagine | Raportați eroare |
| 102856.03.01                              | Situl arheologic de la Curătești - "Biserica Veche" / ansamblu anonim (Categorie: locuire) (Tip: Necropolă)                                         | sat Curătești, comuna Frăsinet      | Biserica Veche                      | Boian                                              | 1972            | 44°16′51″N 26°50′30″E / 44.28075°N 26.84167°E | Încărcați imagine | Raportați eroare |
| 102856.03.02                              | Situl arheologic de la Curătești - "Biserica Veche" / ansamblu anonim (Categorie: locuire) (Tip: Necropolă)                                         | sat Curătești, comuna Frăsinet      | Biserica Veche                      |                                                    | 1972            | 44°16′51″N 26°50′30″E / 44.28075°N 26.84167°E | Încărcați imagine | Raportați eroare |
| 102856.03.03                              | Situl arheologic de la Curătești - "Biserica Veche" / ansamblu anonim (Categorie: locuire) (Tip: Așezare)                                           | sat Curătești, comuna Frăsinet      | Biserica Veche                      | geto-dacică                                        | 1972            | 44°16′51″N 26°50′30″E / 44.28075°N 26.84167°E | Încărcați imagine | Raportați eroare |
| 102856.03.04                              | Situl arheologic de la Curătești - "Biserica Veche" / ansamblu anonim (Categorie: locuire) (Tip: Așezare)                                           | sat Curătești, comuna Frăsinet      | Biserica Veche                      | Sântana de Mureș - Cerneahov sec. IV-V             | 1972            | 44°16′51″N 26°50′30″E / 44.28075°N 26.84167°E | Încărcați imagine | Raportați eroare |
| 102856.03.05                              | Situl arheologic de la Curătești - "Biserica Veche" / ansamblu anonim (Categorie: locuire) (Tip: Așezare)                                           | sat Curătești, comuna Frăsinet      | Biserica Veche                      | Dridu                                              | 1972            | 44°16′51″N 26°50′30″E / 44.28075°N 26.84167°E | Încărcați imagine | Raportați eroare |
| 102856.03.06                              | Situl arheologic de la Curătești - "Biserica Veche" / ansamblu anonim (Categorie: locuire) (Tip: Așezare)                                           | sat Curătești, comuna Frăsinet      | Biserica Veche                      |                                                    | 1972            | 44°16′51″N 26°50′30″E / 44.28075°N 26.84167°E | Încărcați imagine | Raportați eroare |
| 102856.04.01                              | Siliștea medievală de la Curătești / ansamblu anonim (Categorie: locuire civilă) (Tip: Așezare)                                                     | sat Curătești, comuna Frăsinet      | Siliște medievală                   |                                                    | 1970            | 44°16′52″N 26°50′29″E / 44.28113°N 26.8415°E  | Încărcați imagine | Raportați eroare |
| 102856.05.01                              | Cimitirul de sec. XIX de la Curătești / ansamblu anonim (Categorie: descoperire funerară) (Tip: Cimitir)                                            | sat Curătești, comuna Frăsinet      | Cimitirul Vechi                     |                                                    | 1970            | 44°16′50″N 26°50′27″E / 44.28056°N 26.84097°E | Încărcați imagine | Raportați eroare |
| 102856.05.02                              | Cimitirul de sec. XIX de la Curătești / ansamblu anonim (Categorie: descoperire funerară) (Tip: Necropolă)                                          | sat Curătești, comuna Frăsinet      | Cimitirul Vechi                     |                                                    | 1970            | 44°16′50″N 26°50′27″E / 44.28056°N 26.84097°E | Încărcați imagine | Raportați eroare |
| 102856.06.01                              | Așezarea din epoca medievală timpurie de la Curătești / ansamblu anonim (Categorie: locuire civilă) (Tip: Așezare)                                  | sat Curătești, comuna Frăsinet      |                                     | Dridu sec. IX - X                                  | 1970            | 44°16′56″N 26°50′29″E / 44.28222°N 26.84125°E | Încărcați imagine | Raportați eroare |
| 94624.01.01                               | Situl arheologic de la Chirnogi / ansamblu anonim (Categorie: locuire civilă) (Tip: Așezare)                                                        | sat Chirnogi, comuna Ulmu           | Valea Chirnogi 1                    | - A2                                               | Radu Vulpe 1924 | 44°16′21″N 26°54′45″E / 44.27253°N 26.91261°E | Încărcați imagine | Raportați eroare |
| 94624.01.02                               | Situl arheologic de la Chirnogi / ansamblu anonim (Categorie: locuire civilă) (Tip: Așezare)                                                        | sat Chirnogi, comuna Ulmu           | Valea Chirnogi 1                    | geto-dacică sec. II-I a.Chr.                       | Radu Vulpe 1924 | 44°16′21″N 26°54′45″E / 44.27253°N 26.91261°E | Încărcați imagine | Raportați eroare |
| 94624.01.03                               | Situl arheologic de la Chirnogi / ansamblu anonim (Categorie: locuire civilă) (Tip: Așezare)                                                        | sat Chirnogi, comuna Ulmu           | Valea Chirnogi 1                    | Dridu sec. IX-X                                    | Radu Vulpe 1924 | 44°16′21″N 26°54′45″E / 44.27253°N 26.91261°E | Încărcați imagine | Raportați eroare |
| 94624.02.01                               | Situl arheologic de la Chirnogi - "Valea Chirnogi 2" / ansamblu anonim (Categorie: locuire) (Tip: Așezare)                                          | sat Chirnogi, comuna Ulmu           | Valea Chirnogi 2                    | Basarabi                                           | 1924            | 44°16′18″N 26°54′48″E / 44.2718°N 26.91322°E  | Încărcați imagine | Raportați eroare |
| 94624.02.02                               | Situl arheologic de la Chirnogi - "Valea Chirnogi 2" / ansamblu anonim (Categorie: locuire) (Tip: Așezare)                                          | sat Chirnogi, comuna Ulmu           | Valea Chirnogi 2                    | Sântana de Mureș - Cerneahov sec. IV p.Chr.        | 1924            | 44°16′18″N 26°54′48″E / 44.2718°N 26.91322°E  | Încărcați imagine | Raportați eroare |
| 94624.02.03                               | Situl arheologic de la Chirnogi - "Valea Chirnogi 2" / ansamblu anonim (Categorie: locuire) (Tip: Așezare)                                          | sat Chirnogi, comuna Ulmu           | Valea Chirnogi 2                    | Dridu sec. IX-X                                    | 1924            | 44°16′18″N 26°54′48″E / 44.2718°N 26.91322°E  | Încărcați imagine | Raportați eroare |
| 94624.02.04                               | Situl arheologic de la Chirnogi - "Valea Chirnogi 2" / ansamblu anonim (Categorie: locuire) (Tip: Necropolă)                                        | sat Chirnogi, comuna Ulmu           | Valea Chirnogi 2                    | Dridu sec. IX-X                                    | 1924            | 44°16′18″N 26°54′48″E / 44.2718°N 26.91322°E  | Încărcați imagine | Raportați eroare |
| 94624.02.05                               | Situl arheologic de la Chirnogi - "Valea Chirnogi 2" / ansamblu anonim (Categorie: locuire) (Tip: Așezare)                                          | sat Chirnogi, comuna Ulmu           | Valea Chirnogi 2                    |                                                    | 1924            | 44°16′18″N 26°54′48″E / 44.2718°N 26.91322°E  | Încărcați imagine | Raportați eroare |
| 103586.02.01                              | Așezarea geto-dacică de la Codreni / ansamblu anonim (Categorie: locuire civilă) (Tip: Așezare)                                                     | sat Codreni, comuna Gurbănești      |                                     | geto-dacică sec. II - I a.Chr.                     |                 |                                               | Încărcați imagine | Raportați eroare |
| 103586.02.02                              | Așezarea geto-dacică de la Codreni / ansamblu anonim (Categorie: locuire civilă) (Tip: Așezare)                                                     | sat Codreni, comuna Gurbănești      |                                     | sec. IX - X p.Chr.                                 |                 |                                               | Încărcați imagine | Raportați eroare |
| 103586.03.01                              | Așezarea "Ostrovul Codreni" / ansamblu anonim (Categorie: locuire civilă) (Tip: Așezare)                                                            | sat Codreni, comuna Gurbănești      | Ostrovul Codreni                    | geto-dacică                                        |                 |                                               | Încărcați imagine | Raportați eroare |
| 103586.03.02                              | Așezarea "Ostrovul Codreni" / ansamblu anonim (Categorie: locuire civilă) (Tip: Așezare)                                                            | sat Codreni, comuna Gurbănești      | Ostrovul Codreni                    | Dridu sec. IX - XI                                 |                 |                                               | Încărcați imagine | Raportați eroare |
| 103586.03.03                              | Așezarea "Ostrovul Codreni" / ansamblu anonim (Categorie: locuire civilă) (Tip: Așezare)                                                            | sat Codreni, comuna Gurbănești      | Ostrovul Codreni                    |                                                    |                 |                                               | Încărcați imagine | Raportați eroare |
| 100656.01.01                              | Necropola din secolul IV p. Chr. de la Clătești-cimitirul satului / ansamblu anonim (Categorie: descoperire funerară) (Tip: Necropolă de inhumație) | sat Clătești, comuna Mitreni        | În cimitirul satului                | Sântana de Mureș - Cerneahov sec. al IV-lea        | 1970            | 44°08′32″N 26°36′10″E / 44.14214°N 26.60272°E | Încărcați imagine | Raportați eroare |
| 100656.02                                 | Crucea de hotar I de la Clătești-Cimitir (Categorie: limită de hotar) (Tip: cruce de hotar)                                                         | sat Clătești, comuna Mitreni        | Cimitir                             | sec. al XVIII-lea                                  |                 | 44°08′32″N 26°36′10″E / 44.14217°N 26.60267°E | Încărcați imagine | Raportați eroare |
| 100656.03                                 | Crucea de hotar II de la Clătești-Cimitir (Categorie: limită de hotar) (Tip: cruce)                                                                 | sat Clătești, comuna Mitreni        | Cimitir                             |                                                    |                 | 44°08′32″N 26°36′09″E / 44.14219°N 26.60256°E | Încărcați imagine | Raportați eroare |
| 101733.05.01                              | Așezarea Dridu de la Căscioarele / ansamblu anonim (Categorie: așezare) (Tip: așezare deschisă)                                                     | sat Căscioarele, comuna Căscioarele |                                     | Dridu sec. IX-X p.Chr.                             | 1960            | 44°18′56″N 26°17′09″E / 44.31556°N 26.28592°E | Încărcați imagine | Raportați eroare |
| 101733.06.01                              | Așezarea getică de la Pescărie-"Valea Coșarului" / ansamblu anonim (Categorie: așezare) (Tip: așezare)                                              | sat Căscioarele, comuna Căscioarele | Valea Coșarului                     | sec. IV-III a.Chr.                                 | 1960            | 44°18′56″N 26°17′09″E / 44.31556°N 26.28592°E | Încărcați imagine | Raportați eroare |
| 101733.06.02                              | Așezarea getică de la Pescărie-"Valea Coșarului" / ansamblu anonim (Categorie: așezare) (Tip: așezare)                                              | sat Căscioarele, comuna Căscioarele | Valea Coșarului                     | sec. II-I a.Chr.                                   | 1960            | 44°18′56″N 26°17′09″E / 44.31556°N 26.28592°E | Încărcați imagine | Raportați eroare |
| 101733.08.01                              | Situl arheologic de la Căscioarele-Ruinele Mănăstirii Cătălui / ansamblu anonim (Categorie: construcție de cult) (Tip: așezare)                     | sat Căscioarele, comuna Căscioarele | Ruinele Mănăstirii Cătălui          | Gumelnița                                          |                 | 44°07′26″N 26°29′00″E / 44.12397°N 26.48342°E | Încărcați imagine | Raportați eroare |
| 101733.08.02                              | Situl arheologic de la Căscioarele-Ruinele Mănăstirii Cătălui / ansamblu anonim (Categorie: construcție de cult) (Tip: așezare)                     | sat Căscioarele, comuna Căscioarele | Ruinele Mănăstirii Cătălui          | Glina                                              |                 | 44°07′26″N 26°29′00″E / 44.12397°N 26.48342°E | Încărcați imagine | Raportați eroare |
| 101733.08.03                              | Situl arheologic de la Căscioarele-Ruinele Mănăstirii Cătălui / ansamblu anonim (Categorie: construcție de cult) (Tip: așezare)                     | sat Căscioarele, comuna Căscioarele | Ruinele Mănăstirii Cătălui          | getică sec. II-I a. Chr.                           |                 | 44°07′26″N 26°29′00″E / 44.12397°N 26.48342°E | Încărcați imagine | Raportați eroare |
| 101733.08.04                              | Situl arheologic de la Căscioarele-Ruinele Mănăstirii Cătălui / ansamblu anonim (Categorie: construcție de cult) (Tip: așezare)                     | sat Căscioarele, comuna Căscioarele | Ruinele Mănăstirii Cătălui          | Ciurel sec. VI-VII                                 |                 | 44°07′26″N 26°29′00″E / 44.12397°N 26.48342°E | Încărcați imagine | Raportați eroare |
| 101733.08.05                              | Situl arheologic de la Căscioarele-Ruinele Mănăstirii Cătălui / ansamblu anonim (Categorie: construcție de cult) (Tip: Conac)                       | sat Căscioarele, comuna Căscioarele | Ruinele Mănăstirii Cătălui          | sec. XVI-XVIII                                     |                 | 44°07′26″N 26°29′00″E / 44.12397°N 26.48342°E | Încărcați imagine | Raportați eroare |
| 101733.08.06                              | Situl arheologic de la Căscioarele-Ruinele Mănăstirii Cătălui / ansamblu anonim (Categorie: construcție de cult) (Tip: necropola)                   | sat Căscioarele, comuna Căscioarele | Ruinele Mănăstirii Cătălui          | sec. XVI-XVIII                                     |                 | 44°07′26″N 26°29′00″E / 44.12397°N 26.48342°E | Încărcați imagine | Raportați eroare |
| 101733.09.01                              | O movilă aplatizată la Căscioarele / ansamblu anonim (Categorie: descoperire funerară) (Tip: movila)                                                | sat Căscioarele, comuna Căscioarele |                                     | getică                                             |                 | 44°07′47″N 26°29′01″E / 44.12972°N 26.48361°E | Încărcați imagine | Raportați eroare |
| 101733.10.01                              | Așezarea Glina de la Căscioarele-Pe Coastă / ansamblu anonim (Categorie: locuire) (Tip: așezare)                                                    | sat Căscioarele, comuna Căscioarele | Pe Coastă                           | Glina                                              | 1989            | 44°07′11″N 26°28′44″E / 44.11972°N 26.47889°E | Încărcați imagine | Raportați eroare |
| 101813.02.01                              | Situl arheologic de la Chirnogi-Fântâna Mare / ansamblu anonim (Categorie: locuire civilă) (Tip: așezare)                                           | sat Chirnogi, comuna Chirnogi       | Fântâna Mare                        | getică                                             | 1970            | 44°06′45″N 26°30′34″E / 44.1125°N 26.50945°E  | Încărcați imagine | Raportați eroare |
| 101813.02.02                              | Situl arheologic de la Chirnogi-Fântâna Mare / ansamblu anonim (Categorie: locuire civilă) (Tip: așezare)                                           | sat Chirnogi, comuna Chirnogi       | Fântâna Mare                        | Dridu                                              | 1970            | 44°06′45″N 26°30′34″E / 44.1125°N 26.50945°E  | Încărcați imagine | Raportați eroare |
| 101813.03.01                              | Așezarea Dridu de la Chirnogi / ansamblu anonim (Categorie: locuire civilă) (Tip: așezare)                                                          | sat Chirnogi, comuna Chirnogi       |                                     | Dridu                                              | 1870            | 44°06′47″N 26°30′41″E / 44.11306°N 26.51139°E | Încărcați imagine | Raportați eroare |
| 101813.04.01                              | Situl arheologic de la Chirnogi / ansamblu anonim (Categorie: locuire civilă) (Tip: așezare)                                                        | sat Chirnogi, comuna Chirnogi       |                                     |                                                    | 1870            | 44°06′46″N 26°30′48″E / 44.11278°N 26.51333°E | Încărcați imagine | Raportați eroare |
| 101813.04.02                              | Situl arheologic de la Chirnogi / ansamblu anonim (Categorie: locuire civilă) (Tip: așezare)                                                        | sat Chirnogi, comuna Chirnogi       |                                     | getică sec. II-I a. Chr.                           | 1870            | 44°06′46″N 26°30′48″E / 44.11278°N 26.51333°E | Încărcați imagine | Raportați eroare |
| 101813.05.01                              | Necropola Dridu de la Chirnogi - "Cariera de balast" / ansamblu anonim (Categorie: descoperire funerară) (Tip: necropola birituală)                 | sat Chirnogi, comuna Chirnogi       | Cariera de balast                   | Dridu                                              | 1961            | 44°06′46″N 26°30′44″E / 44.11278°N 26.51222°E | Încărcați imagine | Raportați eroare |
| 101813.06.01                              | Așezarea Dridu de la Chirnogi-la vest de Șuvița Mare / ansamblu anonim (Categorie: locuire) (Tip: așezare)                                          | sat Chirnogi, comuna Chirnogi       | La vest de Șuvița Mare              | Dridu                                              |                 | 44°06′43″N 26°31′02″E / 44.11195°N 26.51722°E | Încărcați imagine | Raportați eroare |
| 101813.07.01                              | Așezarea Dridu de la Chirnogi-Șuvița Mare / ansamblu anonim (Categorie: locuire) (Tip: așezare)                                                     | sat Chirnogi, comuna Chirnogi       | Șuvița Mare                         | Dridu                                              |                 | 44°06′44″N 26°31′14″E / 44.11222°N 26.52056°E | Încărcați imagine | Raportați eroare |
| 101813.08.01                              | Așezarea Dridu de la Chirnogi-Fântâna lui Balcă / ansamblu anonim (Categorie: locuire) (Tip: așezare)                                               | sat Chirnogi, comuna Chirnogi       | Fântâna lui Balcă                   | Dridu                                              | 1992            | 44°06′35″N 26°31′30″E / 44.10972°N 26.525°E   | Încărcați imagine | Raportați eroare |
| 101813.09.01                              | Așezarea pluristratificată de tip tell de la Chirnogi / ansamblu anonim (Categorie: locuire) (Tip: așezare)                                         | sat Chirnogi, comuna Chirnogi       |                                     | Boian - Vidra                                      |                 | 44°06′30″N 26°31′41″E / 44.10833°N 26.52806°E | Încărcați imagine | Raportați eroare |
| 101813.09.02                              | Așezarea pluristratificată de tip tell de la Chirnogi / ansamblu anonim (Categorie: locuire) (Tip: așezare)                                         | sat Chirnogi, comuna Chirnogi       |                                     | Gumelnița                                          |                 | 44°06′30″N 26°31′41″E / 44.10833°N 26.52806°E | Încărcați imagine | Raportați eroare |
| 101813.09.03                              | Așezarea pluristratificată de tip tell de la Chirnogi / ansamblu anonim (Categorie: locuire) (Tip: așezare)                                         | sat Chirnogi, comuna Chirnogi       |                                     | Cernavodă I                                        |                 | 44°06′30″N 26°31′41″E / 44.10833°N 26.52806°E | Încărcați imagine | Raportați eroare |
| 101813.09.04                              | Așezarea pluristratificată de tip tell de la Chirnogi / ansamblu anonim (Categorie: locuire) (Tip: așezare)                                         | sat Chirnogi, comuna Chirnogi       |                                     | Ciurel                                             |                 | 44°06′30″N 26°31′41″E / 44.10833°N 26.52806°E | Încărcați imagine | Raportați eroare |
| 101813.10.01                              | Situl arheologic de la Chirnogi-Șuvița lui Vulpe / ansamblu anonim (Categorie: locuire) (Tip: așezare)                                              | sat Chirnogi, comuna Chirnogi       | Șuvița lui Vulpe                    | getică                                             |                 | 44°06′29″N 26°31′44″E / 44.10806°N 26.52889°E | Încărcați imagine | Raportați eroare |
| 101813.10.02                              | Situl arheologic de la Chirnogi-Șuvița lui Vulpe / ansamblu anonim (Categorie: locuire) (Tip: așezare)                                              | sat Chirnogi, comuna Chirnogi       | Șuvița lui Vulpe                    | Dridu                                              |                 | 44°06′29″N 26°31′44″E / 44.10806°N 26.52889°E | Încărcați imagine | Raportați eroare |
| 101813.11.01                              | Necropola eneolitică de la Chirnogi-Șuvița lui Vulpe / ansamblu anonim (Categorie: descoperire funerară) (Tip: necropola)                           | sat Chirnogi, comuna Chirnogi       | Șuvița lui Vulpe                    | Gumelnița                                          |                 | 44°06′29″N 26°31′50″E / 44.10806°N 26.53056°E | Încărcați imagine | Raportați eroare |
| 101813.12                                 | Necropola culturii Tei de la Chirnogi-Șuvița lui Ghițan / ansamblu anonim (Categorie: descoperire funerară)                                         | sat Chirnogi, comuna Chirnogi       | Șuvița lui Ghițan                   |                                                    |                 | 44°06′37″N 26°31′35″E / 44.11028°N 26.52639°E | Încărcați imagine | Raportați eroare |
| 101813.12.01                              | Necropola culturii Tei de la Chirnogi-Șuvița lui Ghițan / ansamblu anonim (Categorie: descoperire funerară) (Tip: necropola de inhumație)           | sat Chirnogi, comuna Chirnogi       | Șuvița lui Ghițan                   | Tei - III                                          |                 | 44°06′37″N 26°31′35″E / 44.11028°N 26.52639°E | Încărcați imagine | Raportați eroare |
| 101813.13.01                              | Așezarea din epoca bronzului de la Chirnogi-"Miroiu" / ansamblu anonim (Categorie: descoperire funerară) (Tip: așezare)                             | sat Chirnogi, comuna Chirnogi       | Miroiu                              | Radovanu                                           |                 | 44°06′33″N 26°31′49″E / 44.10917°N 26.53028°E | Încărcați imagine | Raportați eroare |
| 101813.14.01                              | Tumulul de la Chirnogi-"Miroiu" / ansamblu anonim (Categorie: descoperire funerară) (Tip: Tumul)                                                    | sat Chirnogi, comuna Chirnogi       | Miroiu                              |                                                    |                 | 44°06′33″N 26°31′50″E / 44.10917°N 26.53056°E | Încărcați imagine | Raportați eroare |
| 101813.15.01                              | Necropola eneolitică de la Chirnogi-Șuvița Iorgulescu / ansamblu anonim (Categorie: descoperire funerară) (Tip: necropola)                          | sat Chirnogi, comuna Chirnogi       | Șuvița Iorgulescu                   | Gumelnița                                          |                 | 44°06′28″N 26°32′06″E / 44.10778°N 26.535°E   | Încărcați imagine | Raportați eroare |
| 101813.16.01                              | Așezarea eneolitică de la Chirnogi-Șuvița Iorgulescu / ansamblu anonim (Categorie: locuire) (Tip: așezare)                                          | sat Chirnogi, comuna Chirnogi       | Șuvița Iorgulescu                   | Gumelnița                                          |                 | 44°06′29″N 26°32′03″E / 44.10806°N 26.53417°E | Încărcați imagine | Raportați eroare |
| 101813.17.01                              | Așezarea Dridu de la Chirnogi-Șuvița Iorgulescu / ansamblu anonim (Categorie: locuire) (Tip: așezare)                                               | sat Chirnogi, comuna Chirnogi       | Șuvița Iorgulescu                   | Dridu                                              | 1989            | 44°06′25″N 26°32′01″E / 44.10695°N 26.53361°E | Încărcați imagine | Raportați eroare |
| 101813.19.01                              | Așezarea Dridu de la Chirnogi-Fosta livadă de piersici / ansamblu anonim (Categorie: locuire) (Tip: așezare)                                        | sat Chirnogi, comuna Chirnogi       | Fosta livadă de piersici            | Dridu                                              |                 | 44°06′22″N 26°32′12″E / 44.10611°N 26.53667°E | Încărcați imagine | Raportați eroare |
| 101813.20.01                              | Complexul de necropole de la Chirnogi-Rudari / ansamblu anonim (Categorie: descoperire funerară) (Tip: necropola)                                   | sat Chirnogi, comuna Chirnogi       | Rudari                              | Gumelnița                                          | 1988            | 44°06′26″N 26°32′46″E / 44.10722°N 26.54611°E | Încărcați imagine | Raportați eroare |
| 101813.20.02                              | Complexul de necropole de la Chirnogi-Rudari / ansamblu anonim (Categorie: descoperire funerară) (Tip: necropola)                                   | sat Chirnogi, comuna Chirnogi       | Rudari                              | Dridu                                              | 1988            | 44°06′26″N 26°32′46″E / 44.10722°N 26.54611°E | Încărcați imagine | Raportați eroare |
| 101813.20.03                              | Complexul de necropole de la Chirnogi-Rudari / ansamblu anonim (Categorie: descoperire funerară) (Tip: necropola de incinerație)                    | sat Chirnogi, comuna Chirnogi       | Rudari                              | getică sec. I a. Chr.                              | 1988            | 44°06′26″N 26°32′46″E / 44.10722°N 26.54611°E | Încărcați imagine | Raportați eroare |
| 101813.20.04                              | Complexul de necropole de la Chirnogi-Rudari / ansamblu anonim (Categorie: descoperire funerară) (Tip: necropola de incinerație)                    | sat Chirnogi, comuna Chirnogi       | Rudari                              | sarmatică                                          | 1988            | 44°06′26″N 26°32′46″E / 44.10722°N 26.54611°E | Încărcați imagine | Raportați eroare |
| 101813.21.01                              | Așezarea Dridu din comuna Chirnogi-Scoala nr. 1 Chirnogi / ansamblu anonim (Categorie: locuire) (Tip: așezare)                                      | sat Chirnogi, comuna Chirnogi       | Scoala nr. 1 Chirnogi               | Dridu sec. IX-X                                    |                 | 44°06′27″N 26°34′09″E / 44.1075°N 26.56917°E  | Încărcați imagine | Raportați eroare |
| 102428.01.01                              | Situl arheologic de la Curcani-Topilele / ansamblu anonim (Categorie: locuire civilă) (Tip: așezare)                                                | sat Curcani, comuna Curcani         | Topilele                            | Sântana de Mureș - Cerneahov sec. IV               | 1968            | 44°12′01″N 26°34′15″E / 44.20028°N 26.57083°E | Încărcați imagine | Raportați eroare |
| 102428.01.02                              | Situl arheologic de la Curcani-Topilele / ansamblu anonim (Categorie: locuire civilă) (Tip: așezare)                                                | sat Curcani, comuna Curcani         | Topilele                            | Dridu sec. IX - X                                  | 1968            | 44°12′01″N 26°34′15″E / 44.20028°N 26.57083°E | Încărcați imagine | Raportați eroare |
| 102428.04.01                              | Necropola medievală de la Curcani - "Cărămidărie I" / ansamblu anonim (Categorie: descoperire funerară) (Tip: necropola)                            | sat Curcani, comuna Curcani         | Cărămidărie I                       |                                                    | 1999            | 44°12′21″N 26°35′00″E / 44.20583°N 26.58333°E | Încărcați imagine | Raportați eroare |
| 102428.05.01                              | Necropola medievală de la Curcani - "Cărămidărie II" / ansamblu anonim (Categorie: locuire) (Tip: așezare)                                          | sat Curcani, comuna Curcani         | Cărămidărie II                      |                                                    | 1999            | 44°12′31″N 26°34′37″E / 44.20861°N 26.57695°E | Încărcați imagine | Raportați eroare |
| 102428.06.01                              | Așezarea medievală de la Curcani-"Potcoava" / ansamblu anonim (Categorie: locuire) (Tip: așezare)                                                   | sat Curcani, comuna Curcani         | Potcoava                            |                                                    |                 |                                               | Încărcați imagine | Raportați eroare |
| 101733.11.01                              | Situl arheologic de la Căscioarele-Suharna / ansamblu anonim (Categorie: locuire) (Tip: așezare)                                                    | sat Căscioarele, comuna Căscioarele | Suharna                             | getică                                             |                 | 44°06′58″N 26°29′24″E / 44.11611°N 26.49°E    | Încărcați imagine | Raportați eroare |
| 101733.11.02                              | Situl arheologic de la Căscioarele-Suharna / ansamblu anonim (Categorie: locuire) (Tip: așezare)                                                    | sat Căscioarele, comuna Căscioarele | Suharna                             | Dridu                                              |                 | 44°06′58″N 26°29′24″E / 44.11611°N 26.49°E    | Încărcați imagine | Raportați eroare |
| 101733.12.01                              | Necropola eneolitică de la Căscioarele-"D-aia parte" / ansamblu anonim (Categorie: descoperire funerară) (Tip: necropola)                           | sat Căscioarele, comuna Căscioarele | D'aia Parte                         | Boian - Spanțov                                    |                 | 44°07′46″N 26°28′33″E / 44.12944°N 26.47583°E | Încărcați imagine | Raportați eroare |
| 101733.12.02                              | Necropola eneolitică de la Căscioarele-"D-aia parte" / ansamblu anonim (Categorie: descoperire funerară) (Tip: necropola)                           | sat Căscioarele, comuna Căscioarele | D'aia Parte                         | Gumelnița                                          |                 | 44°07′46″N 26°28′33″E / 44.12944°N 26.47583°E | Încărcați imagine | Raportați eroare |
| 101733.13.01                              | Necropola eneolitică de la Căscioarele-"Vizavi de Puțul Popii" / ansamblu anonim (Categorie: descoperire funerară) (Tip: necropola de inhumație)    | sat Căscioarele, comuna Căscioarele | Vizavi de puțul Popii               | Gumelnița                                          | 1988            | 44°07′48″N 26°28′31″E / 44.13°N 26.47528°E    | Încărcați imagine | Raportați eroare |
| 101733.14.01                              | Așezare getică de la Căscioarele-Milescu / ansamblu anonim (Categorie: locuire) (Tip: așezare)                                                      | sat Căscioarele, comuna Căscioarele | Milescu                             | getică sec. II-I a. Chr.                           |                 | 44°07′48″N 26°28′25″E / 44.13°N 26.47361°E    | Încărcați imagine | Raportați eroare |
| 101733.15.01                              | Așezarea getică de la Căscioarele-Valea "Zboiului" / ansamblu anonim (Categorie: locuire) (Tip: așezare)                                            | sat Căscioarele, comuna Căscioarele | Valea Zboiului                      | getică sec. IV - III a. Chr.                       | 1988            | 44°08′33″N 26°27′59″E / 44.1425°N 26.46639°E  | Încărcați imagine | Raportați eroare |
| 101733.16.01                              | Situl arheologic de la Căscioarele-"Borovină" / ansamblu anonim (Categorie: locuire) (Tip: așezare)                                                 | sat Căscioarele, comuna Căscioarele | Borovină                            | getică sec. IV - III a. Chr.                       | 1988            |                                               | Încărcați imagine | Raportați eroare |
| 101733.16.02                              | Situl arheologic de la Căscioarele-"Borovină" / ansamblu anonim (Categorie: locuire) (Tip: așezare)                                                 | sat Căscioarele, comuna Căscioarele | Borovină                            | Sântana de Mureș - Cerneahov sec. IV               | 1988            |                                               | Încărcați imagine | Raportați eroare |
| 101733.17.01                              | Așezarea getică de la Căscioarele-Coinea I / ansamblu anonim (Categorie: locuire) (Tip: așezare deschisă)                                           | sat Căscioarele, comuna Căscioarele | Coinea I                            | getică sec. IV-III                                 |                 |                                               | Încărcați imagine | Raportați eroare |
| 101733.18.01                              | Așezarea getică de la Căscioarele-Coinea II / ansamblu anonim (Categorie: locuire) (Tip: așezare)                                                   | sat Căscioarele, comuna Căscioarele | Coinea II                           | getică sec. IV-III a. Chr.                         | 1988            | 44°06′45″N 26°28′18″E / 44.1125°N 26.47167°E  | Încărcați imagine | Raportați eroare |
| 101733.19.01                              | Așezare eneolitică din Căscioarele-"Ostrov" / ansamblu anonim (Categorie: locuire) (Tip: așezare)                                                   | sat Căscioarele, comuna Căscioarele | Ostrov                              | Gumelnița - A1                                     | 1960            | 44°07′57″N 26°25′49″E / 44.1325°N 26.43028°E  | Încărcați imagine | Raportați eroare |
| 93343.03.01                               | Movila funerară de la Coslogeni - Grădiștea Coslogeni / ansamblu anonim (Categorie: descoperire funerară) (Tip: Necropolă)                          | sat Coslogeni, comuna Dichiseni     | Grădiștea Coslogeni                 | scitică                                            |                 |                                               | Încărcați imagine | Raportați eroare |
| 93343.03.02                               | Movila funerară de la Coslogeni - Grădiștea Coslogeni / ansamblu anonim (Categorie: descoperire funerară)                                           | sat Coslogeni, comuna Dichiseni     | Grădiștea Coslogeni                 |                                                    |                 |                                               | Încărcați imagine | Raportați eroare |
| 93094.01.01                               | Așezarea Coslogeni de la Ciocănești - Andolina / ansamblu anonim (Categorie: locuire) (Tip: așezare)                                                | sat Ciocănești, comuna Ciocănești   | Andolina                            | Coslogeni sf. Mil. II î.Hr.                        |                 | 44°11′57″N 27°02′02″E / 44.19921°N 27.03388°E | Încărcați imagine | Raportați eroare |
| 92578.03.01                               | Așezarea Coslogeni de la Călărași - Cartierul Măgureni / ansamblu anonim (Categorie: locuire) (Tip: așezare)                                        | municipiul Călărași                 | Cartierul Măgureni                  | Coslogeni sf. Mil. II î.Hr.                        |                 | 44°10′58″N 27°21′19″E / 44.18288°N 27.3553°E  | Încărcați imagine | Raportați eroare |
| 92578.02.01                               | Așezarea Coslogeni de la Călărași - Cartierul Mircea Vodă / ansamblu anonim (Categorie: locuire) (Tip: așezare)                                     | municipiul Călărași                 | Cartierul Mircea Vodă               | Coslogeni sf. Mil. II î.Hr.                        |                 | 44°12′33″N 27°17′47″E / 44.20921°N 27.29643°E | Încărcați imagine | Raportați eroare |
| 101109.01.01                              | Așezarea Coslogeni de la Cândeasca / ansamblu anonim (Categorie: locuire) (Tip: așezare)                                                            | sat Cândeasa, comuna Belciugatele   |                                     | Coslogeni sf. Mil. II î.Hr.                        |                 | 44°29′05″N 26°27′30″E / 44.48474°N 26.45832°E | Încărcați imagine | Raportați eroare |
| 93290.01.01                               | Așezarea Coslogeni de la Ceacu - Vadul lui Iorgu Iordănescu / ansamblu anonim (Categorie: locuire) (Tip: așezare)                                   | sat Ceacu, comuna Cuza Voda         | Vadul lui Iorgu Iordănescu          | Coslogeni sf. Mil. II î.Hr.                        |                 | 44°16′01″N 27°14′26″E / 44.26698°N 27.24046°E | Încărcați imagine | Raportați eroare |
| 93094.02.01                               | Așezarea Coslogeni de la Ciocănești / ansamblu anonim (Categorie: locuire) (Tip: așezare)                                                           | sat Ciocănești, comuna Ciocănești   |                                     | Coslogeni sf. Mil. II î.Hr.                        |                 | 44°10′56″N 27°03′34″E / 44.18229°N 27.05937°E | Încărcați imagine | Raportați eroare |
| 93343.04.01                               | Așezarea din epoca bronzului de la Coslogeni / ansamblu anonim (Categorie: locuire) (Tip: așezare)                                                  | sat Coslogeni, comuna Dichiseni     |                                     | Coslogeni sf. Mil. II î.Hr.                        |                 | 44°13′07″N 27°29′12″E / 44.21873°N 27.48673°E | Încărcați imagine | Raportați eroare |